# Joseph A. Green
Pour les articles homonymes, voir Joseph Green.
Joseph Andrew Green (14 janvier 1881 - 27 octobre 1963) était un officier de l'armée de terre américaine (US Army) ayant le grade de major général (général de division), surtout connu comme chef du corps d'artillerie côtière (Army Coast Artillery Corps) pendant les années 1940-1942.

## Biographie
Né le 14 janvier 1881 à Cherokee, dans l'Iowa, il est diplômé de l'Académie militaire des États-Unis à West Point dans l'état de New York en 1906. 
Pendant la Première Guerre mondiale, il sert dans le corps expéditionnaire américain (American Expeditionary Forces) en France.
Pendant la période d'entre-deux-guerres, il sert à l'état-major général du Département de la Guerre (Department of War) jusqu'en 1931 et est ensuite nommé commandant du 61e régiment d'artillerie côtière (61st Coast Artillery Regiment). En 1937, Green est nommé officier exécutif du chef de l'artillerie côtière et occupe cette fonction jusqu'en 1940, date à laquelle il succède à Archibald H. Sunderland en tant que chef de l'artillerie côtière.
En 1942, le poste de chef de l'artillerie côtière est aboli et Green est nommé commandant général du Commandement de l'artillerie antiaérienne (Air Defense Artillery Branch). Il occupe ce poste jusqu'à sa retraite en 1946.
Le major général Joseph Andrew Green décède le 27 octobre 1963 et est enterré au cimetière national de Fort Sam Houston.

## Décorations
Le major général Joseph A. Green a reçu ces distinctions au cours de sa carrière militaire :
|  |             |  |  |
|  |             |  |  |
|  | Bronze star |  |  |

| 1er rang | Army Distinguished Service Medal | Army Distinguished Service Medal | Army Distinguished Service Medal | Army Distinguished Service Medal | Army Distinguished Service Medal                                     | Army Distinguished Service Medal                                     | Army Distinguished Service Medal                                     | Army Distinguished Service Medal                                     | Army Distinguished Service Medal | Army Distinguished Service Medal | Army Distinguished Service Medal | Army Distinguished Service Medal |
| 2e rang  | Legion of Merit                  | Legion of Merit                  | Legion of Merit                  | Legion of Merit                  | World War I Victory Medal                                            | World War I Victory Medal                                            | World War I Victory Medal                                            | World War I Victory Medal                                            | American Defense Service Medal   | American Defense Service Medal   | American Defense Service Medal   | American Defense Service Medal   |
| 3e rang  | American Campaign Medal          | American Campaign Medal          | American Campaign Medal          | American Campaign Medal          | European-African-Middle Eastern Campaign Medal avec une service star | European-African-Middle Eastern Campaign Medal avec une service star | European-African-Middle Eastern Campaign Medal avec une service star | European-African-Middle Eastern Campaign Medal avec une service star | World War II Victory Medal       | World War II Victory Medal       | World War II Victory Medal       | World War II Victory Medal       |

## Source
- (en) Cet article est partiellement ou en totalité issu de l’article de Wikipédia en anglais intitulé « Joseph A. Green » (voir la liste des auteurs).